# Гайваненко Валерій Вікторович
Валерій Вікторович Гайваненко (нар. 25 вересня 2003, с. Криве Озеро, Миколаївська область, Україна) — український футболіст, правий захисник одеського «Реала Фарми».

## Життєпис
У ДЮФЛУ з 2016 по 2022 рік виступав за ФК «Одеса», «Атлетик» (Одеса) та «Хаджибей».
У дорослому футболі дебютував влітку 2023 року. Провів 1 поєдинок у чемпіонаті Одеської області в складі «Березівки». На початку серпня 2023 року перейшов до «Васту». У футболці миколаївського клубу дебютував 7 серпня 2023 року в програному (1:7) виїзному поєдинку 1-го туру Другої ліги України проти мирівської «Дружби». Валерій вийшов на поле в стартовому складі та відіграв увесь матч. У серпні 2023 року провів 3 поєдинки у складі «Васта» в Другій лізі. 
На початку березня 2024 року став гравцем «Реала Фарми». Дебютував за одеситів 24 березня 2024 року в нічийному (1:1) домашньому поєдинку 20-го туру Другої ліги України проти ЮКСА. Гайваненко вийшов на поле в стартовому складі та відіграв увесь матч, а на 25-й хвилині отримав жовту картку.